# أنتوني جي. الكسندر
أنتوني جي. الكسندر هو سياسي أمريكي، ولد في 1951. نشط حزبياً في الحزب الجمهوري.